# Mistrovství světa v boxu žen 2018
X. mistrovství světa v boxu žen proběhlo v Novém Dillí, Indie ve dnech 15. až 24. listopadu 2018. Organizátorem turnaje mistrovství světa byla International Boxing Association (AIBA).

## Česká stopa
Šéftrenér reprezentace: Radek Seman, trenér reprezentace: Kamil Černý, rozhodčí: Antonín Gašpar
Na mistrovství světa startovaly za Česko 2 boxerky:
- −51 kg: Petra Laštovková (* 1996) z Chimera Fighters Plzeň
- −69 kg: Martina Schmoranzová (* 1987) z SKMP Děčín

## Výsledky
| Ženy   | Zlato                     | Stříbro                     | Bronz                      | Bronz                            |
| ------ | ------------------------- | --------------------------- | -------------------------- | -------------------------------- |
| –48 kg | Mary Komová (IND)         | Hanna Ochotová (UKR)        | Kim Hjang-mi (PRK)         | Madoka Wadaová (JPN)             |
| –51 kg | Pchang Čchol-mi (PRK)     | Džajna Šekerbekovová (KAZ)  | Virginia Fuchsová (USA)    | Cukimi Namikiová (JPN)           |
| –54 kg | Lin Jü-tching (TPE)       | Stojka Petrovová (BUL)      | Kristy Harrisová (AUS)     | Mjagmardulamyn Nandinceceg (MGL) |
| –57 kg | Ornella Wahnerová (GER)   | Sonia Chahalová (IND)       | Jemyma Betrianová (NED)    | Čo Son-hwa (PRK)                 |
| –60 kg | Kelly Harringtonová (IRL) | Sudaporn Seesondeeová (THA) | Karina Ibragimovová (KAZ)  | O Jon-či (KOR)                   |
| –64 kg | Tou Tan (CHN)             | Marija Bovaová (UKR)        | Simranjit Kaurová (IND)    | Sema Çalışkanová (TUR)           |
| –69 kg | Čchen Nien-čchin (TPE)    | Ku Chung (CHN)              | Lovlina Borgohainová (IND) | Nadine Apetzová (GER)            |
| –75 kg | Li Čchien (CHN)           | Nouchka Fontijnová (NED)    | Naomi Grahamová (USA)      | Lauren Priceová (WAL)            |
| –81 kg | Wang Li-na (CHN)          | Jessica Caicedová (COL)     | Elif Güneriová (TUR)       | Viktorija Kebikovová (BLR)       |
| +81 kg | Jang Siao-li (CHN)        | Şennur Demirová (TUR)       | Danielle Perkinsová (USA)  | Kristina Tkačovová (RUS)         |

## Medailová bilance
V boxu se rozdělilo celkem 10 sad medailí.
| Pořadí | Stát                   |       | Muži    | Muži  | Muži | Celkem |
| Pořadí | Stát                   | Zlato | Stříbro | Bronz |      | Celkem |
| ------ | ---------------------- | ----- | ------- | ----- | ---- | ------ |
| 1.     | Čína (CHN)             |       | 4       | 1     | 0    | 5      |
| 2.     | Čínská Tchaj-pej (TPE) |       | 2       | 0     | 0    | 2      |
| 3.     | Indie (IND)            |       | 1       | 1     | 2    | 4      |
| 4.     | Severní Korea (PRK)    |       | 1       | 0     | 2    | 3      |
| 5.     | Německo (GER)          |       | 1       | 0     | 1    | 2      |
| 6.     | Irsko (IRL)            |       | 1       | 0     | 0    | 2      |
| 7.     | Ukrajina (UKR)         |       | 0       | 2     | 0    | 2      |
| 7.     | Turecko (TUR)          |       | 0       | 1     | 2    | 3      |
| 9.     | Kazachstán (KAZ)       |       | 0       | 1     | 1    | 2      |
| 9.     | Nizozemsko (NED)       |       | 0       | 1     | 1    | 2      |
| 11.    | Bulharsko (BUL)        |       | 0       | 1     | 0    | 1      |
| 11.    | Kolumbie (COL)         |       | 0       | 1     | 0    | 1      |
| 11.    | Thajsko (THA)          |       | 0       | 1     | 0    | 1      |
| 14.    | USA (USA)              |       | 0       | 0     | 3    | 3      |
| 15.    | Japonsko (JPN)         |       | 0       | 0     | 2    | 2      |
| 16.    | Austrálie (AUS)        |       | 0       | 0     | 1    | 1      |
| 16.    | Bělorusko (BLR)        |       | 0       | 0     | 1    | 1      |
| 16.    | Mongolsko (MGL)        |       | 0       | 0     | 1    | 1      |
| 16.    | Rusko (RUS)            |       | 0       | 0     | 1    | 1      |
| 16.    | Jižní Korea (KOR)      |       | 0       | 0     | 1    | 1      |
| 16.    | Wales (WAL)            |       | 0       | 0     | 1    | 1      |
| Celkem | Celkem                 |       | 10      | 10    | 20   | 40     |